# Elección al Senado de los Estados Unidos en Misisipi de 2020
La Elección al Senado de los Estados Unidos en Mississippi de 2020 se llevaron a cabo el 3 de noviembre de 2020 para elegir a un miembro del Senado de los Estados Unidos para representar al Estado de Misisipi, al mismo tiempo que las elecciones presidenciales de los Estados Unidos de 2020, así como otras elecciones al Senado de los Estados Unidos en otros estados. Elecciones a la Cámara de Representantes de Estados Unidos y diversas elecciones estatales y locales.
La senadora republicana titular Cindy Hyde-Smith ganó la reelección a un mandato completo contra el nominado demócrata Mike Espy, en una revancha de las elecciones especiales de 2018. Aunque ganó de manera convincente, Hyde-Smith una vez más tuvo un desempeño inferior al de Donald Trump en el estado. Hyde-Smith ganó por 10 puntos porcentuales, mientras que Trump lo ganó por un sólido margen de 16 puntos. Espy mantuvo al condado de Warren, un condado cada vez más demócrata, del último ciclo electoral. Biden también ganó en el condado de Warren.

## Elección general

### Predicciones
| Fuente                | Clasificación | As of                  |
| --------------------- | ------------- | ---------------------- |
| Cook Political Report | Probable      | 29 de octubre de 2020  |
| Inside Elections      | Sólido        | 28 de octubre de 2020  |
| Sabato's Crystal Ball | Probable      | 2 de noviembre de 2020 |
| 270toWin              | Probable      | 2 de noviembre de 2020 |
| Político              | Probable      | 2 de noviembre de 2020 |

### Encuestas
| Fuente de la encuesta | Fecha(s) de realización                | Tamaño de muestra | Margen de error | Cindy Hyde-Smith (R) | Mike Espy (D) | Otro Indecisos |
| --- | -------------------------------------- | ----------------- | --------------- | -------------------- | ------------- | -------------- |
| Data For Progress | 27 de octubre - 1 de noviembre de 2020 | 562 (LV)          | ± 4.1%          | 50%                  | 47%           | 4%             |
| Civiqs/Daily Kos | 23-26 de octubre de 2020               | 507 (LV)          | ± 5.3%          | 52%                  | 44%           | 3%             |
| The Progress Campaign (D) | 23 de octubre de 2020                  | –                 | –               | 48%                  | 43%           | –              |
| Tyson Group (R) | 28-30 de agosto de 2020                | 600 (LV)          | ± 4%            | 41%                  | 40%           | 18%            |
| Garin-Hart-Yang Research (D)                                                                                                  | 30 de julio - 9 de agosto de 2020      | 600 (LV)          | ± 4.1%          | 47%                  | 42%           | 11%            |
| Public Policy Polling (D) | 27-28 de mayo de 2020                  | 871 (V)           | ± 3.3%          | 49%                  | 41%           | 10%            |
| Impact Management Group (R) (enlace roto disponible en Internet Archive; véase el historial, la primera versión y la última). | 4-7 de mayo de 2020                    | 606 (LV)          | ± 4.4%          | 58%                  | 31%           | 12%            |
| Tyson Group (R) | 10-12 de marzo de 2020                 | 600 (LV)          | –               | 54%                  | 28%           | 18%            |
| The Progress Campaign (D) | 3-7 de marzo de 2020                   | 826 (V)           | –               | 52%                  | 44%           | 4%             |
| Mason-Dixon Archivado el 5 de noviembre de 2020 en Wayback Machine.                                                           | 26-28 de febrero de 2020               | 625 (LV)          | ± 4.0%          | 53%                  | 43%           | 4%             |
| Chism Strategies | 3-7 de enero de 2020                   | 618 (LV)          | ± 3.9%          | 44%                  | 36%           | 20%            |

### Resultados
| Elección al Senado de los Estados Unidos en Misisipi de 2020 | Elección al Senado de los Estados Unidos en Misisipi de 2020 | Elección al Senado de los Estados Unidos en Misisipi de 2020 | Elección al Senado de los Estados Unidos en Misisipi de 2020 | Elección al Senado de los Estados Unidos en Misisipi de 2020 | Elección al Senado de los Estados Unidos en Misisipi de 2020 |
| Partido                                                      | Partido                                                      | Candidato/a                                                  | Votos                                                        | %                                                            |                                                              |
| ------------------------------------------------------------ | ------------------------------------------------------------ | ------------------------------------------------------------ | ------------------------------------------------------------ | ------------------------------------------------------------ | ------------------------------------------------------------ |
|                                                              | Republicano                                                  | Cindy Hyde-Smith (titular)                                   | 709,539                                                      | 54.10%                                                       |                                                              |
|                                                              | Demócrata                                                    | Mike Espy                                                    | 578,806                                                      | 44.13%                                                       |                                                              |
|                                                              | Libertario                                                   | Jimmy Edwards                                                | 23,152                                                       | 1.7%                                                         |                                                              |
| Total                                                        | Total                                                        | Total                                                        | 1,311,497                                                    | 100.0%                                                       |                                                              |
| Margen de victoria                                           | Margen de victoria                                           | Margen de victoria                                           | 130,733                                                      | 9.97%                                                        |                                                              |
|                                                              | Control Republicano                                          |                                                              |                                                              |                                                              |                                                              |